# Jane Toppan
Jane Toppan (n. 1857 – d. 1938) a fost o femeie de origine americană care a devenit celebră pentru crimele ei. În anul 1901 a mărturisit că a ucis 31 de persoane. În urma procesului a fost pedepsită la închisoare pe viață.

## Copilăria
Jane Toppan s-a născut în Statele Unite ale Americii în anul 1857. A crescut la orfelinat deoarece tatăl ei era nebun. A fost adoptată de o familie bogată, dar era rău tratată în special de sora ei vitregă. 

## Crimele
Când a crescut, Jane a devenit asistentă la un azil, dar a început să folosească substanțe chimice otrăvind pacienții. Se zice că o supraviețuitoare a văzut-o pe Jane cum s-a urcat în patul ei și a atins-o erotic.
Jane și-a ucis mai tîrziu sora. Numărul de victime s-a ridicat la 31.

## Victime
Victime identificate:
- Israel Dunham: pacient, a murit pe 26 mai 1895, 83 de ani
- Lovely Dunham: pacient, a murit pe 19 septembrie 1897, 87 de ani
- Elizabeth Brigham: soră (adoptivă), a murit pe 29 august 1899, 70 de ani
- Mary McNear: pacientă, a murit pe 28 decembrie 1899, 70 de ani
- Florence Calkins: menajera pentru Elizabeth, a murit pe 15 ianuarie 1900, 45 de ani
- William Ingraham: pacient, a murit pe 27 ianuarie 1900, 70 de ani
- Sarah (Myra) Connors: pacientă și prietenă, a murit pe 11 februarie 1900, 48 de ani
- Mattie Davis: soția lui Alden, a murit pe 4 iulie 1901, 62 de ani
- Genevieve Gordon (Annie): fiica lui Alden și a lui Mattie, a murit pe 31 iulie 1901
- Alden Davis: a murit pe 8 august 1901, 64 de ani
- Mary (Minnie) Gibbs: fiica lui Alden și a lui Mattie, a murit pe 13 august 1901, 40 de ani
- Edna Bannister: cumnata lui Elizabeth, a murit pe 26 august 1901, 77 de ani.

## Procesul și numele ei în cărțile polițiste
În 1905 este condamnată inițial la moarte, dar pedeapsa i se schimbă la închisoare pe viață, ea murind în anul 1938.
Mai târziu a fost numită „Îngerul Morții” și a fost prezentată în episodul Deadly Women.